# A 40 gyümölcs fája

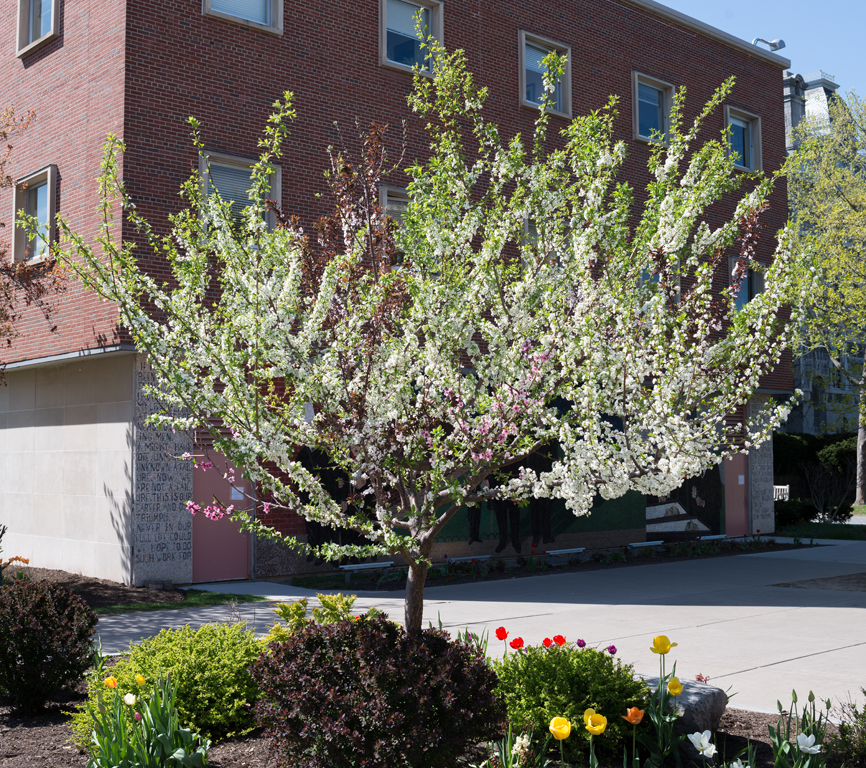
A '75-ös fa' virágba borul a Syracuse University kampuszán, ahol Van Aken a szobrászati kar professzora.

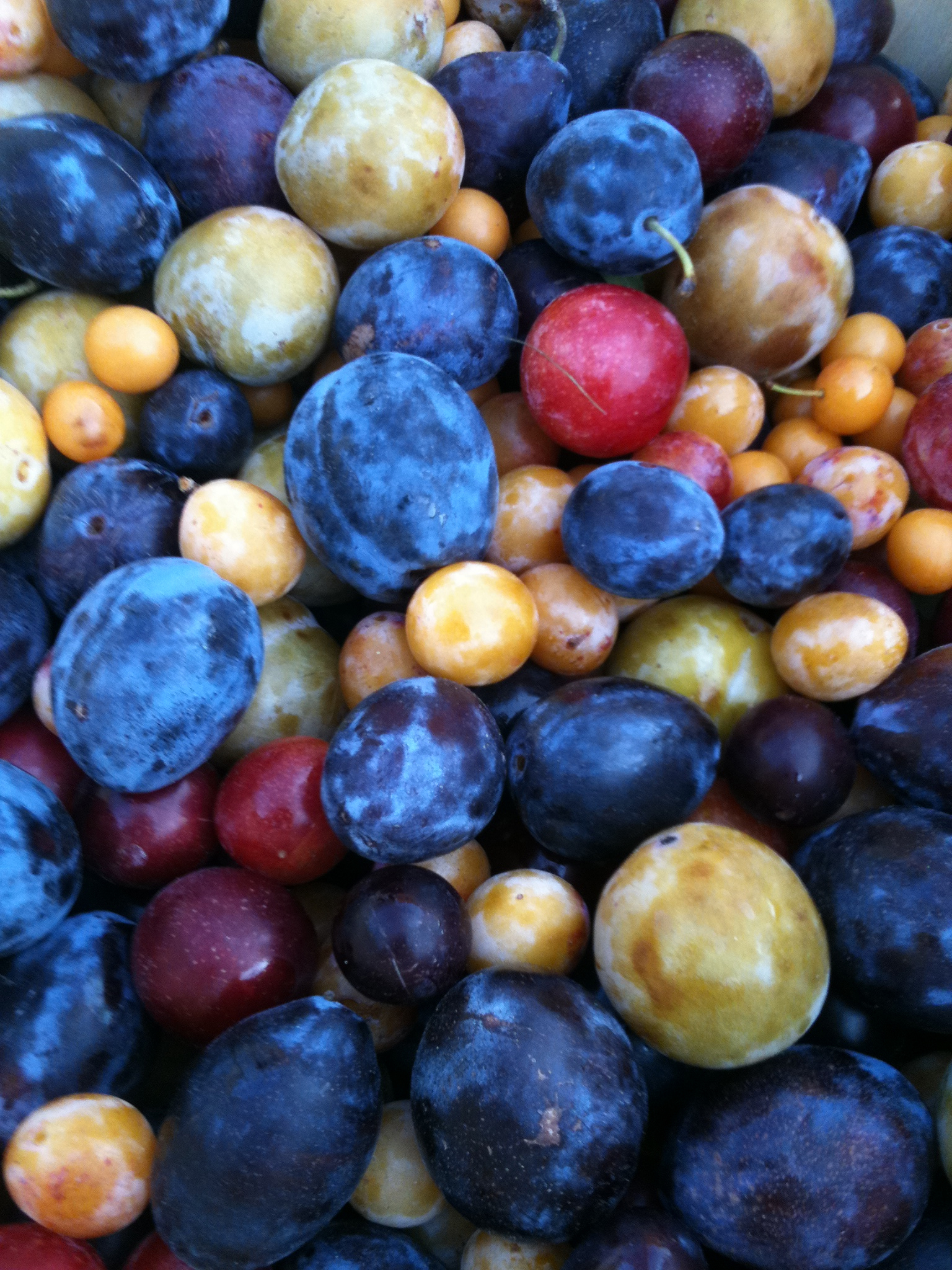
Az egyik fáról 2011 augusztusában egy hét alatt betakarított gyümölcsök.

A 40 gyümölcs fája a Sam Van Aken, a Syracuse University professzora által létrehozott gyümölcsfa-sorozatok egyike. A fák az egyedi oltási eljárás következtében negyvenféle csonthéjas gyümölcsöt teremnek a Prunus nemzetségből, amelyek egymást követően érnek júliustól októberig az Egyesült Államokban.
Eredetileg egy művészeti projektként indult, mivel a fa tavasszal egy hónapon keresztül folyamatosan virágokat, nyáron pedig különböző gyümölcsöket hoz, többek között szilvát, barackot, cseresznyét és nektarint. A művészeti értéken felül oktatási szerepe is van, hiszen bemutatja az évszázadok során változó mezőgazdasági gyakorlatokat is.
Az első ilyen fát 2011-ben ültették, azonban 2014-re már 16 példány lett szétosztva az Amerikai Egyesült Államok hét államában.

## Fordítás
Ez a szócikk részben vagy egészben  a   Tree of 40 Fruit című angol Wikipédia-szócikk fordításán alapul.  Az eredeti cikk szerkesztőit annak laptörténete sorolja fel. Ez a jelzés csupán a megfogalmazás eredetét és a szerzői jogokat jelzi, nem szolgál a cikkben szereplő információk forrásmegjelöléseként.